# 河城英之介
河城 英之介（かわしろ ひでのすけ、2005年8月25日 - ）は、日本の子役。テアトルアカデミー（2020年まで）を経て、2022年現在はテアトルアカデミープロダクションに所属。
現在はVODKAという名前でmcバトルへの出場やLIVEへの出演をするなど、ラッパーとしても活躍している。

## 出演

### 映画
- 関ヶ原（2017年、石田三成の子供役）

### 舞台
- 舞台「ダイヤのA」（小湊春市 幼少期）
- 舞台「最遊記歌劇伝 darkness」

### アニメ
- 夏目友人帳（双子の兄）
- LEGO スター・ウォーズ/オールスターズ（ローワン・フリーメーカー）
- LEGO スター・ウォーズ/フリーメーカーの冒険（ローワン・フリーメーカー）

### 劇場アニメ
- コードギアス 反逆のルルーシュ II・III（2018年、V.V.） - 2作品